# Estatuto de Autonomía de Aragón
El Estatuto de Autonomía de Aragón es la norma básica de Aragón, ley orgánica aprobada en  1982 y que ha sido reformada en cuatro ocasiones: 1994, 1996, 2007 y 2022.
El actual Estatuto de Autonomía entró en vigor el 23 de abril de 2007, Día de Aragón, después de una reforma que concitó un amplio consenso en las Cortes de Aragón al contar con el apoyo del PSOE, del PP, del PAR y de IU, mientras que CHA se abstuvo en el trámite en la Cámara autonómica al entender que el texto no cubría al cien por cien las aspiraciones de autogobierno de Aragón y que tenía carencias en cuanto al reconocimiento de las lenguas propias, al sistema de financiación, a las competencias que podría asumir la Comunidad o que no blindaba lo suficiente el Ebro ante una amenaza de trasvase.
Como principales premisas, el Estatuto de Autonomía de Aragón obliga a los poderes públicos a velar para evitar trasvases de las cuencas hidrográficas de las que Aragón forma parte, dentro del principio de "unidad de cuenca". Y en esta línea, además, establece que Aragón  deberá emitir un "informe preceptivo" sobre cualquier propuesta de transferencia de aguas, mientras que el Gobierno de España deberá de propiciar "de forma efectiva" el acuerdo entre las Comunidades que puedan resultar afectadas por un trasvase. También respecto al agua, garantiza una reserva de agua para "uso exclusivo de los aragoneses" de 6.550 hectómetros cúbicos, aunque atribuye a la planificación hidrológica del Estado "las asignaciones y reservas" para el cumplimiento del principio de prioridad en el aprovechamiento de los recursos hídricos de la cuenca del Ebro. 
El texto reconoce que el Estado, para fijar sus inversiones en Aragón, ponderará, "con carácter prioritario", la superficie del territorio, los costes de construcción derivados de la orografía y el carácter fronterizo de la Comunidad.
Se mantiene la redacción del artículo 48, que habla de la suscripción de un acuerdo bilateral de cooperación para concretar la participación territorializada de Aragón en los tributos generales, posibilidad que existe en el Estatuto aragonés desde 1996 pero que no se ha puesto en práctica, por tanto, en una década. 
El Estatuto regula la creación de una comisión mixta de asuntos económico-financieros del Estado-Comunidad de Aragón como órgano bilateral de relación sobre financiación específica aragonesa, dentro del marco establecido por la Ley Orgánica de Financiación de las Comunidades Autonómicas (LOFCA), que deberá constituirse en un plazo de seis meses desde que el Estatuto entre en vigor, es decir, antes del 23 de octubre de 2007, y que deberá resolver el litigio entre ambas administraciones sobre la cesión del rendimiento de determinados tributos. 
En todo caso, se recoge expresamente el concepto de "lealtad institucional" como principio en el que se asientan las relaciones entre Aragón y el Estado y como compensación por parte de este último cuando adopte decisiones que supongan un gasto inesperado para las arcas autonómicas. Además, se posibilita la creación de una Agencia Tributaria propia que colaborará con la del Estado, de forma paritaria. 
El texto reconoce a Aragón como "nacionalidad histórica", mantiene la disposición adicional en la que "no renuncia" a "los derechos que como tal le hubieran podido corresponder en virtud de su historia" e incluye un nuevo título sobre la Administración de Justicia y otro sobre derechos y deberes de los aragoneses y principios rectores de las políticas públicas. Entre ellos se incluye la obligatoriedad de desarrollar las actuaciones necesarias para el regreso a Aragón de los bienes de su patrimonio que están fuera de su territorio. 
En la regulación de una posterior reforma, se establece que ésta, una vez aprobada por las Cortes aragonesas, será debatida de forma conjunta en una comisión mixta paritaria en el Congreso de los Diputados y, luego, podrá ser sometida a referéndum en Aragón, y también se establece la potestad del Presidente de Aragón para disolver las Cortes y convocar elecciones que abran una legislatura entera. 
Se incrementa el número de competencias exclusivas de 41 a 59 y se incluye un artículo específico sobre la Policía Autonómica, con la potestad para crearla en el marco del Estatuto. 
El nuevo Estatuto pasa de seis títulos (cinco más el preliminar) a diez y de tres disposiciones adicionales a seis, incluye 115 artículos (frente a 61 del texto de 1996) y, por primera vez en su historia, incluye un preámbulo que salió de las Cortes con un prolijo detalle histórico de la trayectoria de Aragón y que fue drásticamente recortado en el trámite parlamentario en el Congreso.